# Стреньки
Стреньки (бел. Стрэнькі) — деревня в Запольском сельсовете Рогачёвского района Гомельской области Беларуси.

## География

### Расположение
В 8 км на запад от районного центра и железнодорожной станции Рогачёв (на линии Могилёв — Жлобин), 129 км от Гомеля.

### Гидрография
В 1 км к северу озеро Святое.

## Транспортная сеть
На автодороге Бобруйск — Гомель. Планировка состоит из прямолинейной улицы, близкой к широтной ориентации, к которой с юга присоединяются 3 короткие прямолинейные улицы. Застройка двусторонняя, деревянная и кирпичная, усадебного типа. В 1986-87 годах построены 74 кирпичные, коттеджного типа, дома, в которых разместились переселенцы из мест загрязнённых радиацией в результате катастрофы на Чернобыльской АЭС.

## История
По письменным источникам известна с XVII века как селение в Речицком повете Минского воеводства Великого княжества Литовского. В1696 году Стреньки в составе прихода Рогачёвской церкви Козьмы и Демьяна. Упоминается в 1756 году как деревня в Задруцком войтовстве Рогачёвского староства. После 2-го раздела Речи Посполитой (1793 год) в составе Российской империи, в Рогачёвском уезде Могилёвской губернии. В 1880 году работал хлебозапасный магазин. В 1895 году открыта церковно-приходская школа, которая размещалась в наёмном крестьянском доме. Согласно переписи 1897 года действовала ветряная мельница. В 1909 году 536 десятин земли.
В 1929 году организован колхоз. Во время Великой Отечественной войны партизаны разгромили созданный немецкими оккупантами опорный пункт. В июне 1944 года каратели сожгли 100 дворов и убили 10 жителей. 52 жителя погибли на фронте. Согласно переписи 1959 года центр колхоза «Октябрь». Расположены начальная школа, Дом культуры, библиотека, фельдшерско-акушерский пункт, отделение связи.

## Население

### Численность
- 2004 год — 225 хозяйств, 620 жителей.

### Динамика
- 1880 год — 26 дворов, 248 жителей.
- 1897 год — 46 дворов, 371 житель (согласно переписи).
- 1909 год — 66 дворов, 594 жителя.
- 1925 год — 78 дворов.
- 1940 год — 118 дворов.
- 1959 год — 575 жителей (согласно переписи).
- 2004 год — 225 хозяйств, 620 жителей.

## Культура
- Стреньковский центр ремесла
- Экологический музей «Беларуская лялька» на базе Стреньковского центра ремесла